# Chmielno (Lwówek Śląski)
Chmielno (deutsch: Ludwigsdorf) ist ein Dorf in der Stadt- und Landgemeinde Lwówek Śląski im Powiat Lwówecki der Woiwodschaft Niederschlesien in Polen.

## Lage
Der Ort liegt im Bober-Katzbach-Vorgebirge (polnisch Pogórze Kaczawskie, tschechisch Kačavské podhůří) in den Sudeten.

## Geschichte
Seit 1945 gehört der Ort zu Polen, die deutschsprachige Bevölkerung musste ihn größtenteils verlassen. So ging die Zahl der Bürger von 616 im Jahr 1933 auf 381 im Jahre 1970 zurück. Von 1975 bis 1998 gehörte der Ort zur Woiwodschaft Jelenia Góra.

## Baudenkmäler
- Die katholische Filialkirche St. Maria Geburt (kościół filialny pw. Narodzenia Najświętszej Marii Panny) ist eine Saalkirche aus der 2. Hälfte des 13. Jahrhunderts, sie wurde umgebaut 1520, 1615 und 1753 und Ende des 19. Jahrhunderts und 1966 modernisiert. Im Inneren ist ein spätgotisches Sakramentshaus. Von 1742 bis 1945 wurde sie von evangelischen Christen genutzt.[1]

- Die Ruine der früheren evangelischen Kirche befindet sich im nördlichen Teil des Friedhofs in Chmielno. In der zweiten Hälfte des 19. Jahrhunderts wurde auf dem örtlichen Friedhof aus Sandsteinquadern eine kleine, einschiffige Kirche errichtet Die Kirche diente der örtlichen Gemeinde wahrscheinlich bis 1945. In den 1950er Jahren gingen Kirche und der Friedhof in den Besitz der katholischen Pfarrei in Zbylutów (deutsch: Deutmannsdorf) über, wurden aber nicht genutzt. Dachstuhl und Außenwände waren noch bis in die 1980er Jahre erhalten. Heute gibt es nur die Fundamente und Mauerreste sowie einen Eckstein mit einem Zitat aus der Heiligen Schrift.[2]

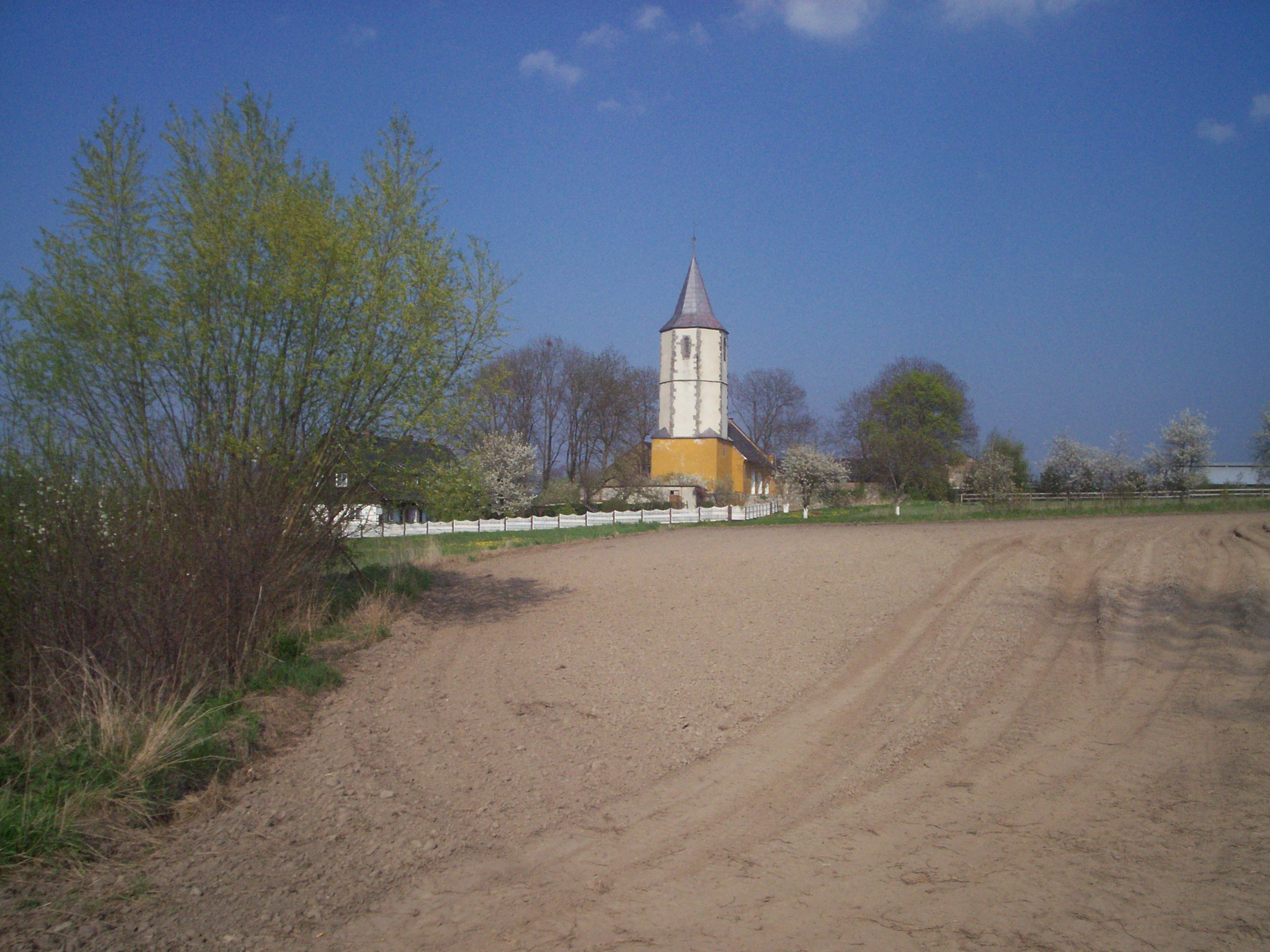
St. Maria Geburt
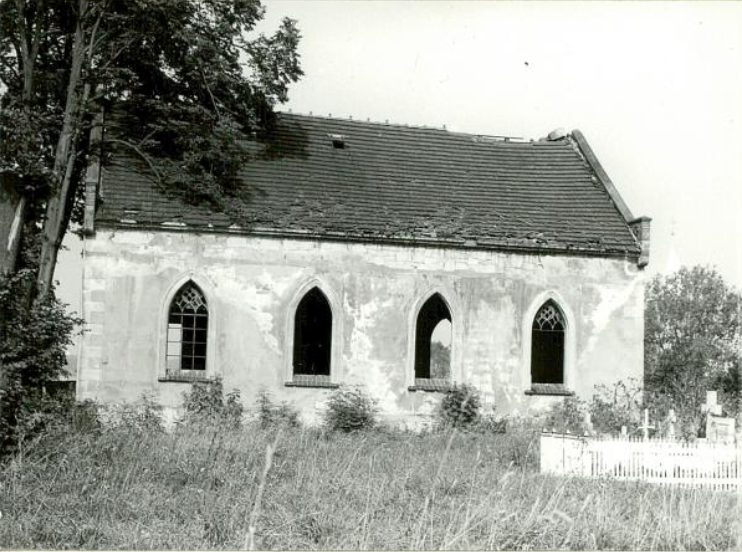
Evangelische Kirche 1980